# ساعة الكرملين

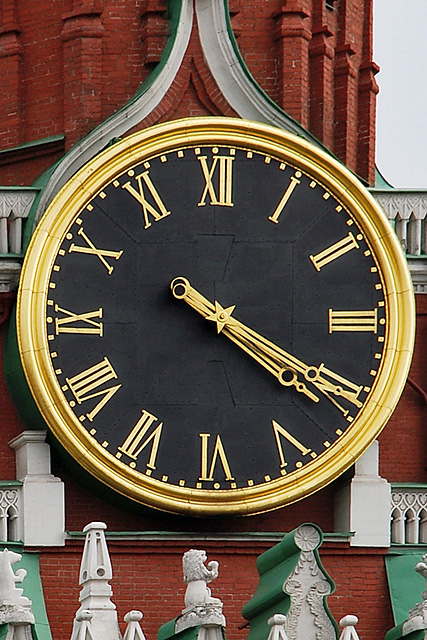
ساعة الكرملين في موسكو

ساعة الكرملين (الروسية: Кремлёвские часы) أو أجراس الكرملين (الروسية: Кремлёвские куранты) والمعروف أيضًا باسم برج ساعة موسكو، هي ساعة تاريخية على برج سباسكايا في الكرملين بموسكو. يقع قرص الساعة فوق البوابة الرئيسية للساحة الحمراء. لمدة عقود من الزمن، كانت الأجراس تدق كل ربع ساعة، مع قرع الأجراس لكل ساعة كاملة.

## التاريخ المبكر

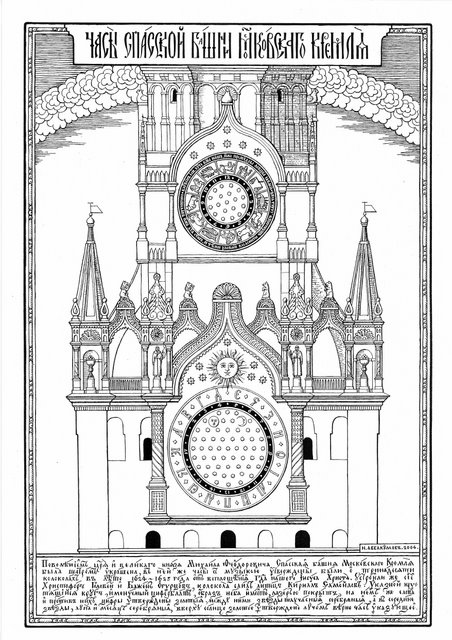
رسم تخطيطي لأقدم شكل معروف للساعة

كانت واجهة ساعة برج سباسكايا مقسمة في السابق إلى 17 جزءًا متساويًا، يتوافق كل منها مع ساعة واحدة من ضوء النهار في أطول يوم في السنة، وهو الانقلاب الصيفي. تتميز الساعة بصورة الشمس المعلقة على الجزء العلوي المركزي من وجه الساعة فوق الميناء، مع عقرب الساعات "الثابت" على شكل شعاع ممدود من ضوء الشمس، يشير إلى الساعات. كان وجه الساعة مُعلَّمًا بالأرقام السيريلية، وكان يُدار عكس اتجاه عقارب الساعة. كان طول الأرقام حوالي 71 سنتيمتر (28 بوصة) (أرشين واحد)، مصنوعة من النحاس ومغطاة بورق الذهب. تشير واجهة الساعة المرسومة لبرج سباسكايا على اليمين إلى الساعة الرابعة والنصف.
في عام 1585، كانت الساعات قيد الاستخدام في ثلاث من بوابات الكرملين، وهي أبراج سباسكايا وتاينيتسكايا وترويتسكايا، مما يوضح استخدام الساعات في وقت مبكر من القرن السادس عشر. هناك إشارات من عامي 1613 و1614 إلى وجود ساعة في برج نيكولسكايا أيضًا. في عام 1614 تم صيانة الساعة في برج فرولوفسكايا من قبل نيكيفوركا نيكيتين. في سبتمبر 1624 بيعت بعض الساعات القديمة التي تعود إلى زمن الحرب إلى دير التجلي في ياروسلافل.
في عام 1625، تحت قيادة المهندس وصانع الساعات الاسكتلندي كريستوفر جالواي، أكمل صانعو الساعات الروس زدان وابنه شوميلو زدانوف وحفيده أليكسي شوميلوف الساعة الجديدة. صنعت الأجراس الثلاثة عشر لآلية الساعة بواسطة الحداد كيريل سامويلوف. احترقت الساعات في حريق عام 1626، ولكن رممت فيما بعد على يد جالواي. في عام 1668، خضعت الساعات لعملية تجديد "لتشغيل الموسيقى" في كل ساعة، وعند شروق الشمس، وعند غروبها، باستخدام آليات خاصة.

## تاريخ
في عام 1706، تم تركيب ساعة جديدة. تم شراؤها من قبل بطرس الأكبر في هولندا، ونقلت من أمستردام إلى موسكو في 30 عربة، وتم تركيبها من قبل صانع الساعات إيكيم جارنوف. كان لها قرص مدته 12 ساعة على وجه الساعة. ظلت الساعة الجديدة تعمل، مع بعض الانقطاعات، حتى منتصف القرن التاسع عشر. وقد تضررت بسبب الحريق في عام 1737 ولم يتم ترميمها حتى عام 1767. منذ عام 1770، تم تشغيل اللحن الألماني "أوه، أنت عزيزي أوغسطين". خلال حريق موسكو عام 1812 تعرضت الساعة لأضرار مرة أخرى.
تم تجديد ساعة الكرملين الحديثة في عام 1851، على يد الأخوين بوتينوب في موسكو. للحصول على نغمات رنين أكثر رقة، تمت إزالة 24 جرسًا من برجي ترينيتي وبوروفيتسكايا ونقلها إلى برج سباسكايا. تم تنفيذ معظم أعمال الترميم في البرج نفسه في نفس الوقت تحت إشراف المهندس المعماري جيراسيموف. تم تصميم الأرضيات المعدنية والسلالم وقاعدة الساعة وفقًا لرسومات المهندس المعماري الروسي كونستانتين ثون، مصمم كاتدرائية المسيح المخلص. منذ ذلك الحين، كانت الأجراس تعزف "مسيرة فوج بريوبرازينسكي" في الساعة 12 و6، وفي الساعة 3 و9 كانت تعزف النشيد "ما أعظم ربنا في صهيون" لدميتري بورتنيانسكي. في البداية، تم اقتراح النشيد الوطني "حفظ الله القيصر!"، لكن القيصر نيكولاس الأول منعه، قائلاً إن "الأجراس يمكن أن تعزف أي أغنية باستثناء النشيد الوطني". في عام 1913، بمناسبة الذكرى السنوية الثلاثمائة لسلالة رومانوف، تم إجراء ترميم جديد للساعة.
في 2 نوفمبر 1917، أثناء اقتحام البلاشفة للكرملين، أصيبت الساعة بقذيفة فتوقفت. كسر أحد العقربين وتضررت الآلية التي تتحكم في دوران العقربين. توقفت الساعة لمدة عام تقريبًا. في أغسطس-سبتمبر 1918، بناءً على توجيهات لينين أصلحت الساعة على يد صانع الساعات بهرنس. وبصعوبة بالغة، صنع بندول جديد يزن 32 كيلوغرامًا (71 رطلاً) من الرصاص المطلي بالذهب. بتوجيه من الحكومة الجديدة، تم تكليف الفنان والموسيقي ميخائيل تشيريمنيخ بتأليف موسيقى ثورية جديدة لتشغيلها على مدار الساعة. تم تشغيل نشيد الأممية في الظهيرة وأغنية "لقد وقعت ضحية" في منتصف الليل.
في عام 1932 تم ترميم ساعة الكرملين مرة أخرى. تم تركيب وجه جديد، وهو نسخة طبق الأصل من الوجه الأصلي. كانت الحافة والأرقام والعقارب مغطاة بالذهب (28 كيلوجرام من الذهب في المجموع). وكان استخدام نشيد الأممية هو الشيء الوحيد الذي بقي دون تغيير. ومع ذلك، منذ عام 1938 أصبحت الأجراس صامتة ولم تعزف أي ألحان. كانت الساعة تدق فقط الساعات وربع الساعة، حيث أدركت لجنة خاصة أن صوت الأجراس الموسيقية أصبح غير مرضٍ، لأن آلية الأجراس كانت مهترئة وكانت الصقيع الموسمي قد شوه الصوت بشدة.
في عام 1941، خصيصًا لأداء المؤتمر الدولي، تم تركيب محرك كهروميكانيكي خاص ثم تم تفكيكه لاحقًا. في عام 1944، بتوجيه من يوسف ستالين، جرت محاولات فاشلة لإعادة ضبط الساعة لتشغيل النشيد الوطني الجديد للاتحاد السوفييتي.
تم إجراء ترميم شامل للأجراس وآلية الساعة بأكملها في عام 1974. تم إيقاف الآلية لمدة 100 يوم، وتم تفكيكها بالكامل، وتم ترميمها واستبدال بعض الأجزاء القديمة. ومع ذلك، ظلت آلية الأجراس الموسيقية دون ترميم.
في عام 1991 قررت الجلسة الكاملة للجنة المركزية استئناف العمل على أجراس الكرملين، ولكن تبين أنها كانت أقل بثلاثة أجراس من العدد المطلوب للنشيد الوطني السوفييتي. وقد ظهرت هذه المشكلة مرة أخرى في عام 1995. تم اعتماد"الأغنية الوطنية" لميخائيل جلينكا كنشيد وطني جديد. في عام 1996، أثناء تنصيب بوريس يلتسين، عادت ساعة الكرملين إلى العزف مرة أخرى، بعد 58 عاماً من الصمت. في غياب عدد قليل من الأجراس اللازمة لأداء النشيد الوطني، تم تركيب إيقاعات معدنية بالإضافة إلى الأجراس. في الظهيرة ومنتصف الليل، كانت الأجراس تعزف "الأغنية الوطنية"، وفي كل ثلاث ساعات، عزفت لحن جوقة "المجد، المجد لك، أيها الروس المقدسون!" من أوبرا "حياة للقيصر<i id="mweg">"</i> (أيضا من تأليف جلينكا). تم إجراء آخر عملية ترميم كبرى في عام 1999 بعد تخطيط دام ستة أشهر. تمت إعادة طلاء العقارب والأرقام بالذهب. وبدلاً من "الأغنية الوطنية"، عزفت الأجراس النشيد الوطني الجديد لروسيا الذي تمت الموافقة عليه في عام 2000.

## المعايير الفنية
يبلغ قطر واجهات ساعة الكرملين 6.12 مترًا (20.1 قدمًا) وتوضع على جميع الجوانب الأربعة لبرج سباسكايا. يبلغ ارتفاع الأرقام الرومانية 0.72 مترًا (2.4 قدمًا). يبلغ طول عقرب الساعات 2.97 مترًا (9.7 قدمًا) وعقرب الدقائق 3.27 مترًا (10.7 قدمًا). يبلغ الوزن الإجمالي للساعة والأجراس 25 طنًا. تعمل الآلية بثلاثة أوزان، يتراوح وزنها بين 160 و224 كيلوجرامًا (353 و494 رطلاً). يتم تحقيق الدقة بواسطة بندول يزن 32 كيلوجرامًا (71 رطلاً). النقل من وقت الشتاء إلى وقت الصيف يتم يدويًا. تقع الأجراس في الجزء العلوي من البرج، فوق الساعة مباشرة.

### أجراس
يتم تشغيل اللحن المسموع قبل الضرب منفردًا مرة واحدة في الربع ساعة الأول، ومرتين في النصف ساعة، وثلاث مرات في الربع الساعة الثالث. يتم تشغيل العبارة أربع مرات على مدار الساعة الكاملة، متبوعة بالضربات. يُعتقد أن اللحن يُعرف باسم "أجراس مالينوفسكي". عادة، يتم تشغيل نغمة إضافية بعد اللحن الرئيسي والضربات، كل ثلاث ساعات عادة.
في الظهيرة ومنتصف الليل والسادسة صباحًا والسادسة مساءً، تُعزف النشيد الوطني بعد دقات الساعة، بينما في الثالثة صباحًا والتاسعة صباحًا والثالثة مساءً والتاسعة مساءً، تُعزف جوقة "المجد" من أوبرا جلينكا "حياة للقيصر". تُضبط الساعة مرتين يوميًا. كانت الساعة الأصلية تُلف يدويًا، ولكن منذ عام 1937، أصبحت تُشغل باستخدام ثلاثة محركات كهربائية.
قبل اعتماد النشيد الوطني للاتحاد الروسي في عام 2000، كانت الأجراس تعزف مقتطفًا من الأغنية الوطنية طوال تسعينيات القرن العشرين.

## روابط خارجية
- أجراس الكرملين تدق
- ساعة الكرملين الرنانة. (فيديو يوتيوب).